# Liviu Petrescu
Liviu Petrescu (n. 17 decembrie 1941, Râmnicu Sărat, județul Buzău – d. 5 iulie 1999, Cluj) a fost un critic, istoric literar și eseist român.

## Biografie
După absolvirea Liceului „George Barițiu” din Cluj (1959), urmează cursurile Facultății de Filologie a Universității „Babeș-Bolyai” din Cluj (1959-1964). Și-a susținut doctoratul, în 1977, cu teza Romanul condiției umane. Debutul absolut în revista „Tribuna” (1966). A fost profesor de literatură comparată la Facultatea de Litere din Cluj, decan la aceeași facultate și director al Institutului de Lingvistică și Istorie Literară „Sextil Pușcariu” din Cluj.
A fost căsătorit cu Ioana Em. Petrescu (n. 28 decembrie 1941, Sibiu - d. 1 octombrie 1990, Cluj).

## Volume publicate
- Realitate și romanesc, Editura Tineretului, 1969
- Dostoievski, eseu, Editura Dacia, 1971
- Scriitori români și străini, eseuri, Editura Dacia, 1973
- Romanul condiției umane, studiu critic, Editura Minerva, 1979
- Vârstele romanului, Editura Eminescu, 1992
- Poetica postmodernismului, Editura Paralela 45, 1996, ed. a II-a, 1998, ed. a III-a, 2003
- Studii transilvane. Coduri etice și estetice la scriitorii transilvăneni, Editura Viitorul Românesc, 1997

## Afilieri
- Membru al Uniunii Scriitorilor din România